# Vonne
Vonne – rzeka we Francji, przepływająca przez tereny departamentów Deux-Sèvres oraz Vienne, o długości 73 km. Stanowi lewy dopływ rzeki Clain. 

## Gminy nad Vonne
- Reffannes
- Coutières
- Ménigoute
- Sanxay
- Curzay-sur-Vonne
- Jazeneuil
- Lusignan
- Cloué
- Celle-Lévescault
- Marigny-Chemereau
- Vivonne